# Джованні Амічі
Джова́нні-Батті́ста Амі́чі (італ. Giovanni Battista Amici; 25 березня 1786 — 10 квітня 1863) — італійський астроном, ботанік і оптик.
Вперше описав рух протоплазми (в клітинах харчових водоростей), будову і функцію продихів, вивчав запліднення у квіткових рослин.
Сконструював багато оптичних приладів, удосконалив мікроскоп (розробив принцип імерсії).